# Gardes-le-Pontaroux
Gardes-le-Pontaroux korábbi község Franciaországban, Charente megyében. Lakosainak száma 256 fő (2022. január 1.). Gardes-le-Pontaroux Blanzaguet-Saint-Cybard, Dignac, Édon, Rougnac és Villebois-Lavalette községekkel határos.
2025. január 1-jén Magnac-Lavalette-Villars korábbi községgel egyesült és az így létrejött Magnac-lès-Gardes új község része lett.

## Népesség
A település népessége az elmúlt években az alábbi módon változott:
| Lakosok száma | 237  | 267  | 242  | 270  | 256  | 268  | 275  | 264  | 259  | 256  |
|               | 1968 | 1982 | 1990 | 2006 | 2013 | 2015 | 2017 | 2019 | 2020 | 2022 |